# Tasquente
Tasquente (em usbeque: Toshkent, AFI: /tɒʃˈkent/, antigamente em cirílico: Тошкент, em alfabeto árabe: تاشكینت, literalmente: "cidade de pedra"; em russo: Ташкент, romaniz.: Tashkent, também usado em português) é a capital e a maior cidade do Usbequistão. O município tem 334,8 km² de área e em 2020 tinha 2 571 668 habitantes (densidade: 7 681,2 hab./km²). Situa-se no nordeste do país, a poucos quilómetros da fronteira com o Cazaquistão.
Antes da chegada do islão, em meados do século VIII d.C., as principais influências culturais da cidade eram sogdianas e turcas. Tasquente (primitivamente chamada Chach) foi fundada nos últimos séculos a.C. e foi um centro próspero e importante na Rota da Seda, graças à sua localização estratégica a meio caminho entre a Europa e a China, onde partiam ou onde paravam caravanas que seguiam para o vale de Fergana e Casgar em direção à China. Após ter sido destruída por Gêngis Cã em 1219, foi reconstruída e desenvolveu-se graças à Rota da Seda. Ao longo da sua história até à segunda metade do século XIX integrou vários estados turcomanos, como o Canato Turco Ocidental (séculos VII e VIII), os impérios Corásmio (séculos XI-XIII) e Timúrida (séculos XIV e XV), os canatos Cazaque (séculos XV a XVIII), de Bucara (séculos XVI a XVIII) e de Cocande (séculos XVIII e XIX). Durante um breve período, a partir de 1784, foi a capital duma  cidade-estado independente, que foi reconquistado pelo Canato de Cocande em 1808. Em 1865, Tasquente foi tomada pelo Império Russo e tornou-se a capital do Turquestão Russo. Durante o período soviético foi a capital da República Soviética Usbequistanesa a partir de 1930. Durante as primeiras décadas desse período, a cidade cresceu muito e mudou substancialmente a sua composição étnica devido às deportações forçadas ordenadas por Estaline. A maior parte da cidade foi destruída pelo sismo de 1966, após o que foi reconstruída como uma cidade modelo, que foi a quarta maior da União Soviética, depois de Moscovo, Leninegrado e Quieve.
Atualmente, a capital usbequistanesa continua a ter uma população multiétnica, onde os usbeques são maioritários. Em 2009, foram comemorados os seus 2 200 anos de história escrita.

## Etimologia
Toshkent significa "cidade de pedra". O nome primitivo da cidade e região, que perdurou pelo menos até ao século IX, foi Chach ou Tchatch. No início desse século, a cidade passou a ser conhecida como Binkath ou Binkent, mas o nome árabe para a região em volta manteve-se Chach, pronunciando-o ash-Shash (الشاش). O sufixo kand (ou qand, kent, kad, kath ou kud—all) provém do persa/sogdiano kanda (کنده), que significa cidade. Esse sufixo encontra-se no nome de numerosas cidades, como Samarcanda, Iarcanda, Panjakent, Khujand, etc. Depois do século XVI, o nome evoluiu de Chachkand/Chashkand para Tashkand. O nome atual de Tashkent reflete a ortografia russa e a influência soviética do século XX.[carece de fontes?]

## História

### Da Antiguidade até à anexação pelo Império Russo noséculo XIX

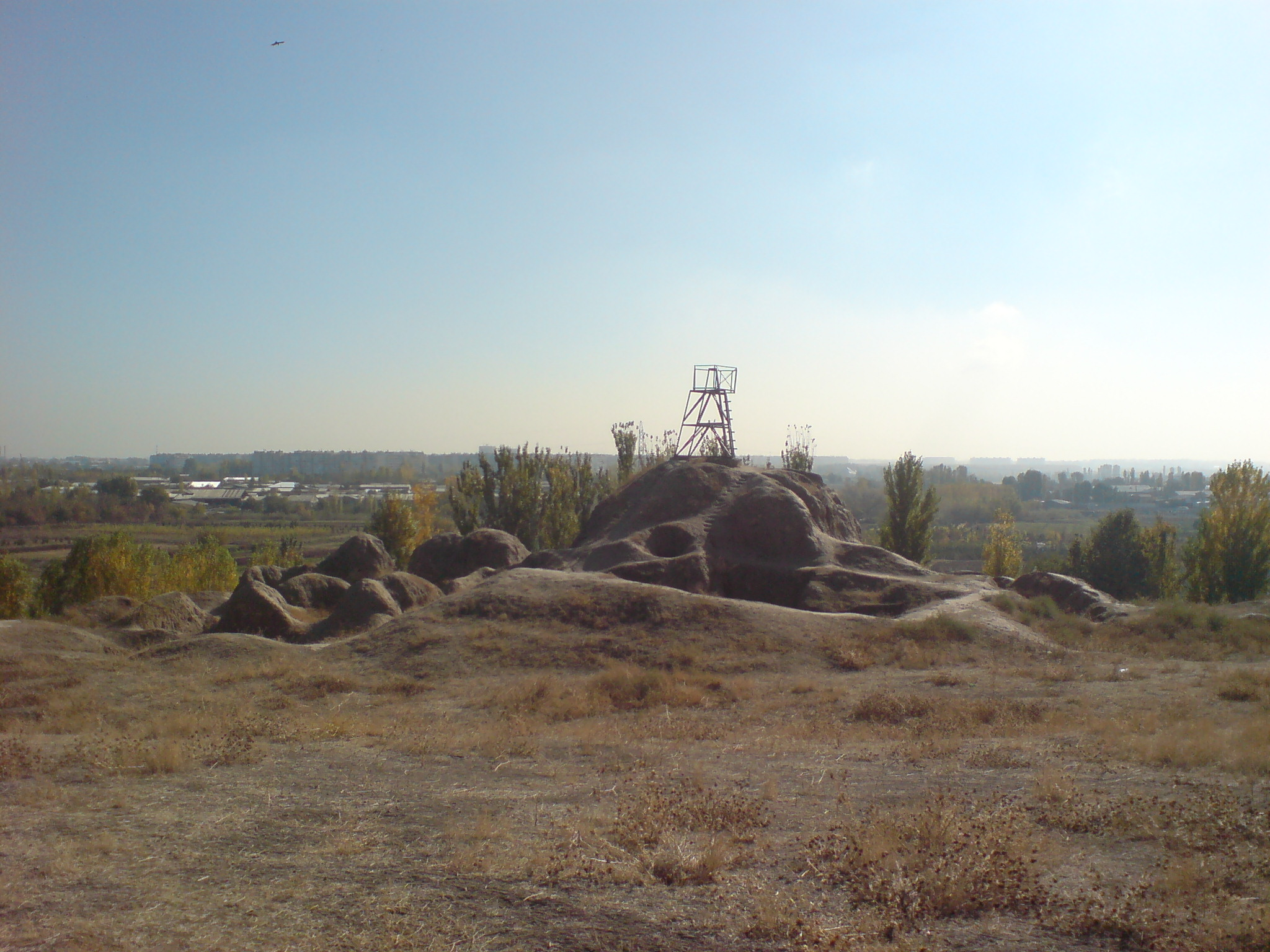
Sítio arqueológico de, o assentamento mais antigo conhecido na área de Tasquente, que remonta ao século VI a.C.

As origens de Tasquente remontam ao povoamento dum oásis à beira do rio Chirchique, afluente do Sir Dária, perto dos contrafortes ocidentais da cordilheira de Tian Shan. Beitian, que provavelmente era a capital de verão da confederação ou reino Kangju de Sogdiana, situava-se na região. Alguns autores acreditam que a "Torre de Pedra" mencionada por Ptolomeu e outros relatos de viagem antigos Rota da Seda se refere a esse povoado primitivo, pois Tasquente significa "cidade de pedra". Dizia-se que essa torre marcava o ponto intermédio entre a Europa e a China. Porém, há autores que discordam dessa identificação, apesar de mesmo assim ser um dos quatro locais mais prováveis para a "Torre de Pedra".
Até aos primeiros tempos do período islâmico, a cidade e a província eram chamadas Chach ou Tchatch. A cidade é mencionada com esse nome no Shāh-nāmeh (“Épica dos Reis”) do poeta persa Ferdusi (c. 940–1020). O principado de Chach tinha uma cidadela quadrada construída cerca dos séculos V a III a.C., aproximadamente 8 km a sul do rio Sir Dária. No século VII d.C., Chach tinha mais de 30 cidades e uma rede de mais de 50 canais, formando um centro de comércio entre os sogdianos e os nómadas turcos. O monge budista chinês Xuanzang (c. 602–664), que viajou desde a China até à Índia através da Ásia Central, mencionou a cidade com o nome de Zhěshí (赭時). As crónicas chinesas “Livro dos Sui” e o “Livro Antigo dos Tangues” referem uma possessão dos Tang chamada Shí (石) ou Zhěshí (赭時), com capital homónima desde o século V d.C.[carece de fontes?]
Em meados do século VII, o Império Sassânida colapsou em resultado da conquista muçulmana da Pérsia e em 751 a região de Chache foi conquistada pelo Califado Abássida. Em 819, o califa Almamune nomeou Iáia ibne Assade governador de Chache. Iáia era neto de Samã Cuda, um descendente da nobreza sassânida que se abandonou o zoroastrismo para se converter ao islão e que é considerado o fundador da dinastia samânida. Os samânidas dominariam a região até ao fim do século X.[carece de fontes?]
Em 1219, a cidade foi destruída por Gêngis Cã e perdeu grande parte da sua população devido à destruição do Império Corásmio pelos mongóis no ano seguinte. A partir do século XIV, sob o domínio da dinastia timúrida e as dinastias xaibânidas subsequentes, a cidade recuperou gradualmente população e importância como centro estratégico proeminente de estudo e comércio ao longo da Rota da Seda.[carece de fontes?] Em 1809 Tasquente foi anexada pelo Canato de Cocande. A cidade tinha então cerca de 100 000 habitantes e era considerada a cidade mais rica da Ásia Central.[carece de fontes?] Prosperou muito graças ao comércio com a Rússia mas os elevados impostos do canato provocaram alguns atritos. Além disso, o clero de Tasquente estava mais próximo do de Bucara do que o de Cocande, mas antes que emir de Bucara tivesse conseguido capitalizar esse descontentamento, o Exército Imperial Russo invadiu a região.[carece de fontes?]

### Período russo e soviético

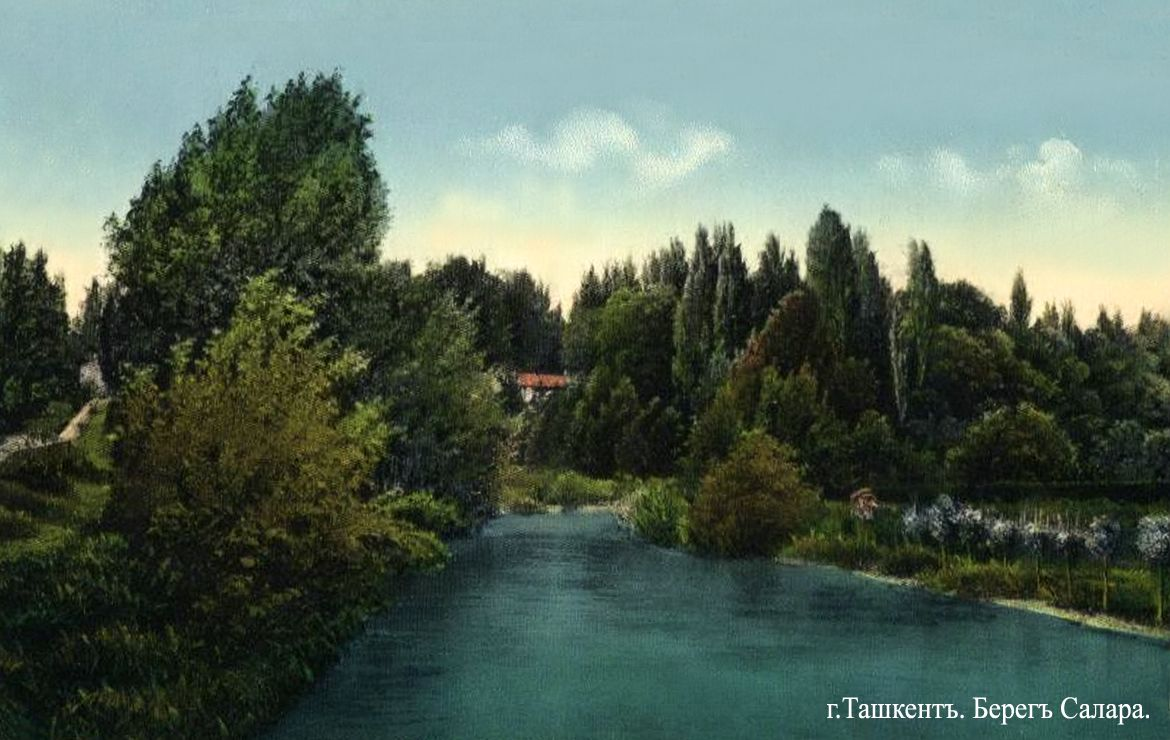
Postal anterior a 1913 do canal Salor em Tasquente

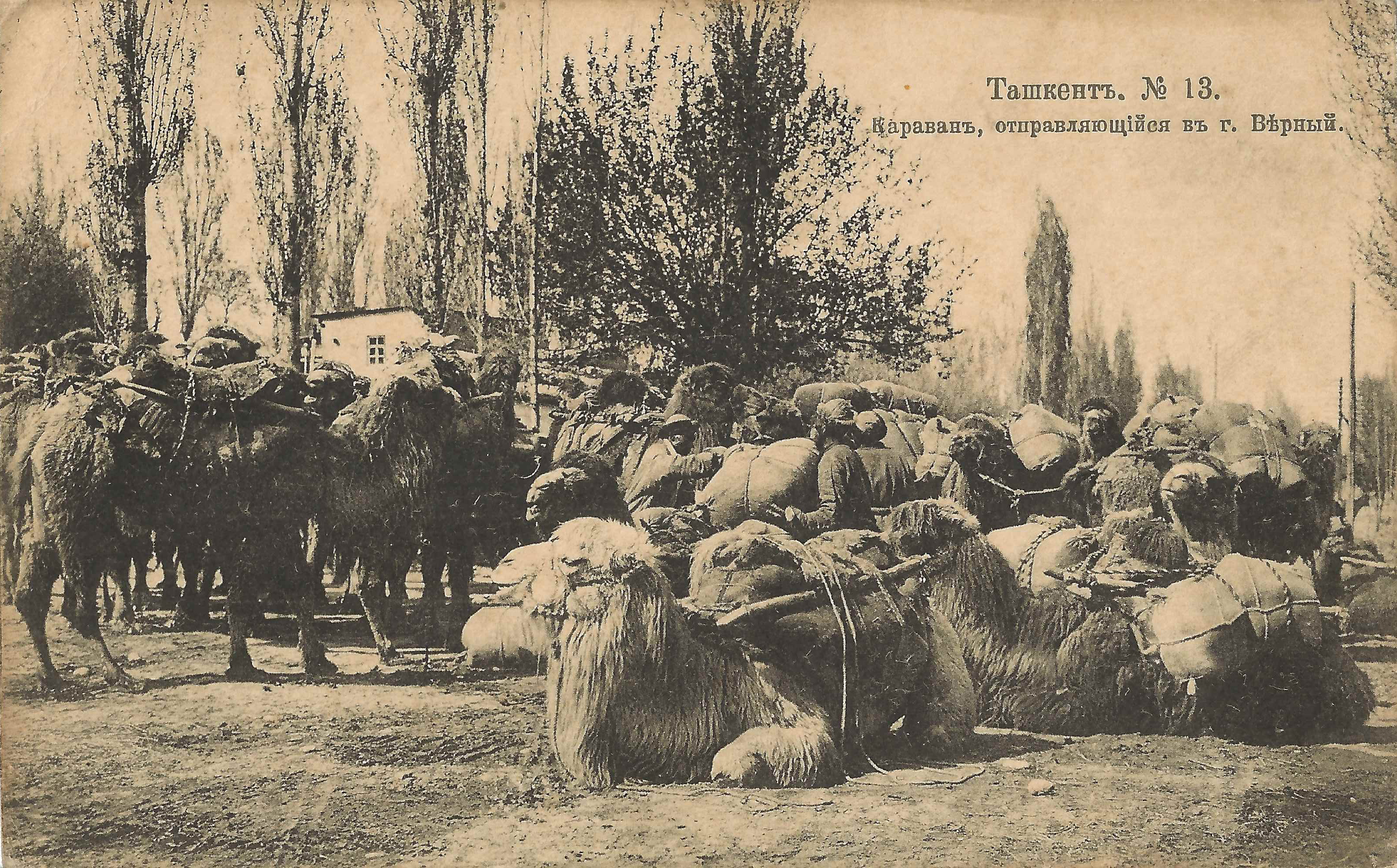
Postal de do fim do século XIX ou início do século XX de caravana de camelos em Tasquente preste a partir

Em maio de 1865, o general russo Mikhail Cherniaev, agindo contra as ordens diretas do czar Alexandre II e estando em inferioridade numérica de pelo menos 15 para 1, levou a cabo um audaz ataque noturno contra a muralha de 25 km de perímetro, com 11 portas e 30 000 defensores. Enquanto um pequeno contingente simulou um ataque de diversão, a força principal penetrou nas muralhas liderada por um sacerdote ortodoxo russo. Embora os atacados tivessem resistido duramente, os russos capturaram a cidade após dois dias de combates pesados tendo apenas 25 mortos, em contraste com milhares do lado dos defensores (entre os quais Alincul, o cã de Cocande). Cherniaev foi alcunhado "Leão de Tasquente" pelos anciãos da cidade e empreendeu uma série de ações para ganhar a simpatia da população, abolindo os impostos durante um ano, cavalgando desarmado pelas ruas e bazares e convivendo com pessoas comuns. Autoproclamou-se governador militar de Tasquente e recomendou ao czar que a cidade se tornasse um canato independente sob proteção russa.[carece de fontes?]
O czar recompensou Chernyayev e os seus homens com medalhas e prémios, mas via o general impulsivo como "imprevisível", pelo que o substituiu rapidamente pelo general Konstantin von Kaufman. Em vez de ter obtido autonomia, Tasquente tornou-se a capital do Turquestão Russo, cujo primeiro governador-geral foi Kaufman. Foram construídos um acantonamento e um povoado russo na margem do canal de Ankhor oposta à cidade velha e começaram a instalar-se colonos e comerciantes russos. Tasquente foi um centro de espionagem no Grande Jogo, a disputa entre a Rússia e o Reino Unido pelo controlo da Ásia Central. Em 1874 foi criado o Distrito Militar do Turquestão, como parte das reformas militares russas. A Ferrovia Trans-Caspiana chegou à cidade em 1889 e os trabalhadores ferroviários que a construíram instalaram-se em Tasquente, trazendo com eles o germe impulsionador da Revolução Bolchevique.[carece de fontes?]
Após a queda do Império Russo em 1917, o Governo Provisório Russo levantou todas as restrições civis baseadas na religião e nacionalidade, contribuindo para que a popularidade da Revolução de Fevereiro russa, que levou o czar Nicolau II a abdicar. O  Soviete de Tasquente de Soldados e Trabalhadores foi constituído quase imediatamente, mas representava sobretudo residentes russos, que constituíam apenas cerca de 5% da população da cidade. O líders muçulmanos apressaram-se a criar o Conselho Muçulmano de Tasquente (Tashkand Shura-yi-Islamiya), sediado na cidade velha. A 10 de março de 1917 houve uma parada com trabalhadores russos a marchar com bandeiras vermelhas, soldados russos a cantar A Marselhesa e milhares de centro-asiáticos locais. Seguiram-se vários discursos e o governador-geral Alexei Kuropatkin encerrou o evento com as palavras "Viva uma grande Rússia livre".
A primeira Conferência Muçulmana do Turquestão foi realizada entre 16 e 20 de abril de 1917. À semelhança do Conselho Muçulmano, foi dominado por jadidistas (reformadores muçulmanos). Surgiu também uma fação mais conservadora, protagonizada principalmente por ulemás, a qual teve mais votos nas eleições locais de julho de 1917. Os conservadores muçulmanos aliaram-se com os conservadores russos, enquanto que o Soviete se tornou mais radical. O Soviete tentou tomar o poder em setembro de 1917, mas sem sucesso. Em abril de 2018, tasquente tornou-se a capital da República Socialista Soviética Autónoma do Turquestão. O novo regime foi ameaçado por forças anticomunistas do Movimento Branco, basmachis, revoltas internas e purgas ordenadas desde Moscovo. Em 1930, Tasquente substituiu Samarcanda como capital da República Socialista Soviética Usbequistanesa.[carece de fontes?]

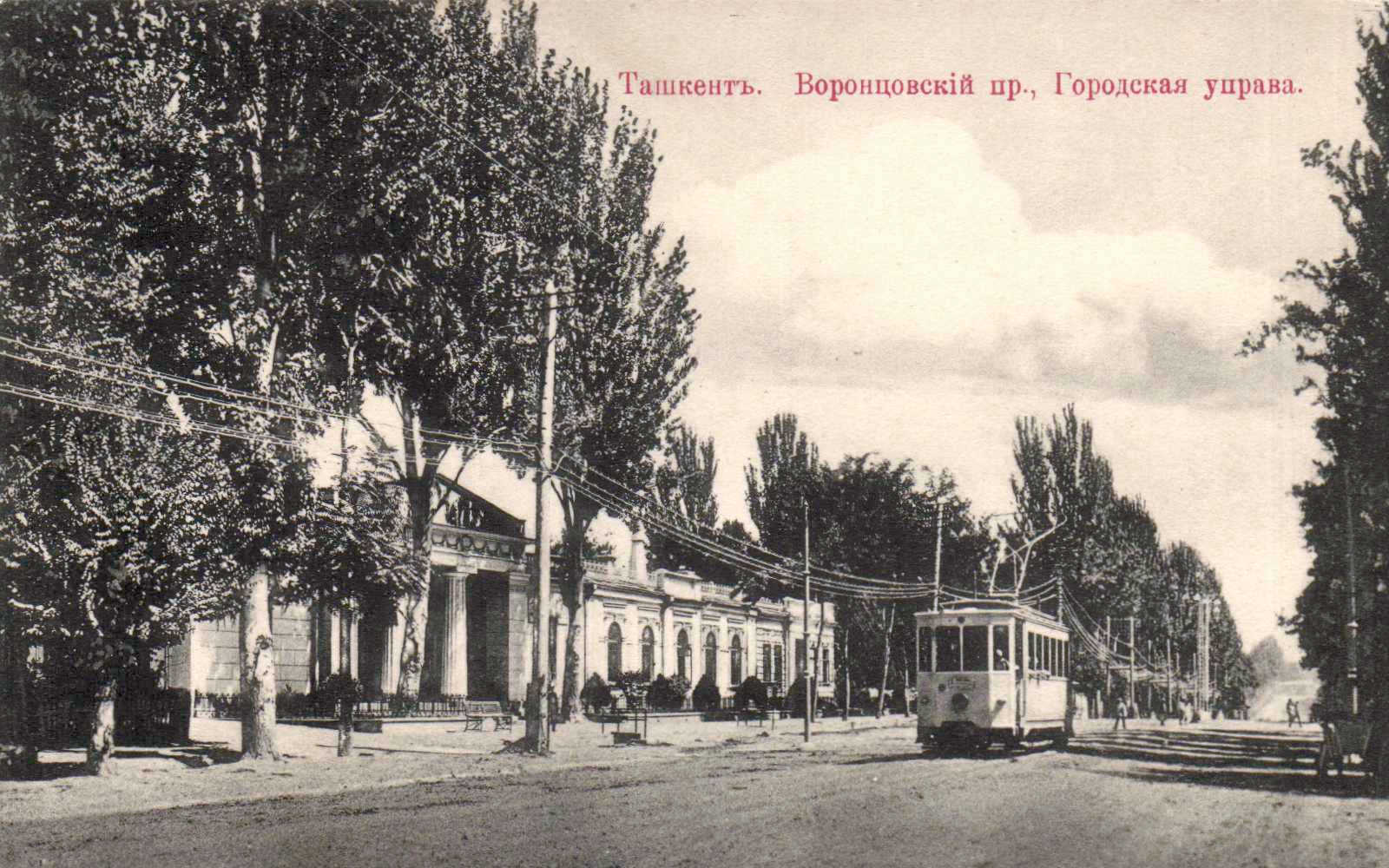
Sede do governo municipal em 1917

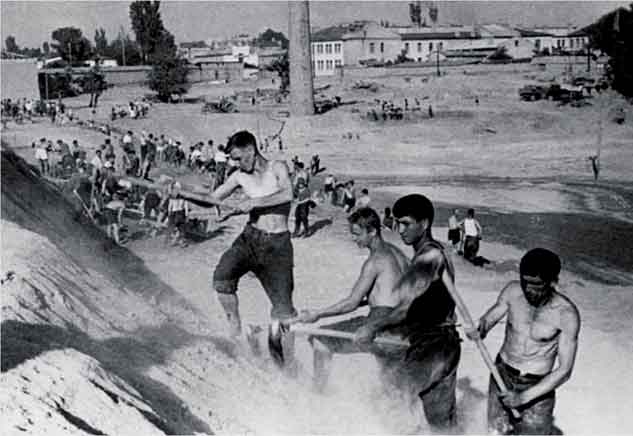
Construção de um lago na década de 1930

A cidade começou a ser industrializada nas décadas de 1920 e 1930. Em junho de 1941, a Alemanha Nazi invadiu a União Soviética e o governo soviético empenhou-se em transferir as fábricas da Rússia ocidental e da Ucrânia para Tasquente para preservar a capacidade industrial soviética. Isto levou a que durante a Segunda Guerra Mundial se registasse um grande desenvolvimento industrial na cidade, que também recebeu numerosos alemães comunistas. A população russa cresceu consideravelmente; as pessoas evacuadas das zonas de guerra aumentaram a população de Tasquente para bastante mais do que um milhão e mais de metade dos residentes passaram a ser russos e ucranianos. Após o fim da guerra, muitos dos refugiados acabaram por ficar na cidade em vez de voltarem aos seus antigos lares.
Durante o pós-guerra, o governo soviético estabeleceu numerosas instalações científicas e tecnológicas na cidade. A 10 de janeiro de 1966, o então primeiro-ministro indiano Lal Bahadur Shastri e o presidente do Paquistão Maomé Aiube Cã assinaram um acordo de paz em Tasquente com a mediação do primeiro-ministro soviético Alexei Kossygin, que definiu os termos da paz depois da Guerra Indo-Paquistanesa de 1965. No dia seguinte, Shastri morreu subitamente, oficialmente devido a um ataque cardíaco. Há alguma especulação sobre a verdadeira causa da morte ter sido o envenenamento da água que bebeu.[carece de fontes?]
A maior parte da cidade velha foi destruída por um forte sismo em 26 de abril de 1966, que deixou mais de 300 000 residentes sem casa e que destruiu cerca de 78 000 edifícios com construção não resistente a sismos, sobretudo na parte antiga, densamente povoada, onde predominavam as casas tradicionais de adobe. As repúblicas soviéticas e outros países, como a Finlândia, enviaram "batalhões de povos fraternos" e planeadores urbanos para ajudar a reconstruir a cidade devastada.[carece de fontes?]
Tasquente foi reconstruída como cidade modelo soviética, com avenidas largas, com árvores de sombra plantadas, parques, praças amplas para paradas, fontes, monumentos e muitos heactares de blocos de apartamentos. O Metro de Tasquente foi também construído nessa altura. Em 1970 tinham sido construídas cerca de 100 000 novas residências, mas muitas delas foram ocupadas pelos construtores e não pelos residentes que tinham ficado sem casa. O desenvolvimento urbano prosseguiu nos anos seguintes, aumentando o tamanho da cidade com novas urbanizações na área de Chilonzor, a nordeste e sudeste do núcleo urbano. Quando a a União Soviética foi dissolvida, em 1991, Tasquente era a quarta maior cidade da URSS e um centro de ensino e investigação nos campos da ciência e engenharia. Devido ao sismo de 1966, à subsequente reconstrução e ao desenvolvimento soviético, pouco resta do património arquitetónico histórico e há poucas estruturas que testemunhem a sua antiga importância como ponto de passagem da Rota da Seda.[carece de fontes?]

### Pioneirismo na televisão
A primeira demonstração pública do mundo dum aparelho de televisão completamente eletrónico foi realizada em Tasquente no verão de 1928 por Boris Grabovsky e a sua equipa. O método de Grabovsky, patenteado em 1925 em Saratov, baseava-se num princípio então original de composição da imagem de TV através de varrimento de feixes verticais e horizontais de eletrões sob alta tensão, que depois foi e ainda é usado em praticamente todos os televisores analógicos e outros equipamentos baseados em tubos de raios catódicos.

## Capital do Usbequistão

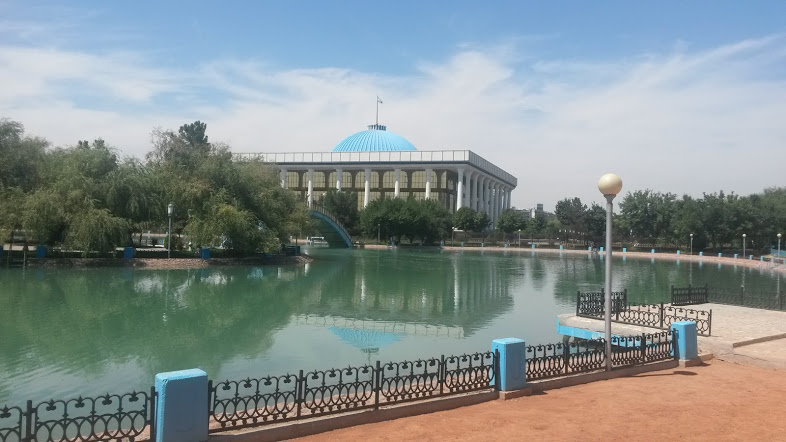
Parque Navoi e edifício do parlamento do Usbequistão (Oliy Majlis)

Tasquente é a capital e a cidade mais cosmopolita do Usbequistão. Era conhecida pelas suas avenidas arborizadas, numerosas fontes e parques, pelo menos até às campanhas de derrube árvores iniciado em 2009 pelo governo local. Desde 1991 que a cidade mudou em termos económicos, culturais e urbanísticos. Partes das edificações icónicas da era soviética foram suplantadas ou substituídas. A maior estátua alguma vez erigida de Lenine foi substituída por um globo com uma mapa do Usbequistão. Edifícios do período soviético foram substituídos por novos e a baixa da cidade tem arranha-céus como o do Banco NBU, hotéis internacionais, o International Business Center e o edifício Plaza.[carece de fontes?]
Em 2007 Tasquente foi nomeada a "capital cultural do mundo islâmico" pela Organização do Mundo Islâmico para Educação, Ciência e Cultura (ICESCO), uma estrutura da Organização para a Cooperação Islâmica cujas funções são similares às da UNESCO, devido aos seus monumentos históricos ligados ao islão, como madraças, mesquitas, museus e bibliotecas onde são preservadas coleções únicas de manuscritos antigos e outras obras teológicas da período da chamada Renascença Islâmica. Em 1999 foi criada a Universidade Islâmica de Tasquente, na altura a única da Ásia Central onde são ministrados cursos de teologia e direito islâmico. Um dos manuscritos mais antigos do mundo do Alcorão é conservado na cidade (ver "Mesquita Telyashayakh").[carece de fontes?]
A cidade é a mais visitada do país e beneficiou do crescimento turístico que resultaram das reformas levadas a cabo pelo presidente Shavkat Mirzioev e da consequente abertura do país e da simplificação da emissão de vistos de entrada no país.

### Evolução urbanística da cidade

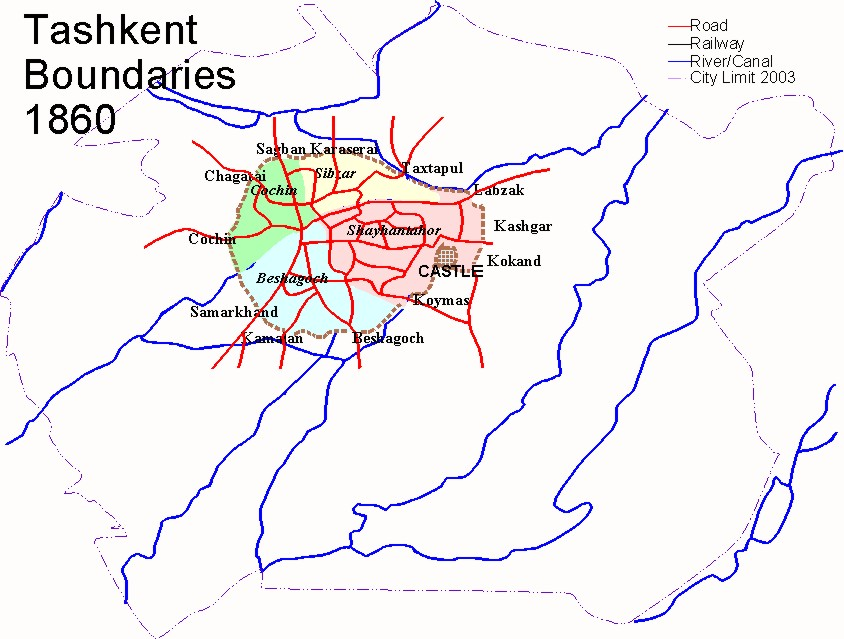
1865
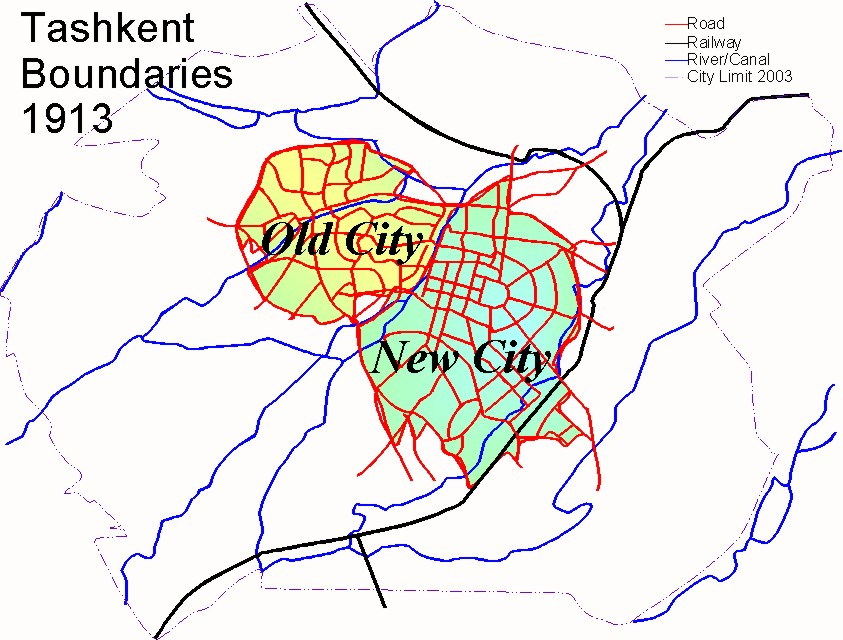
1913
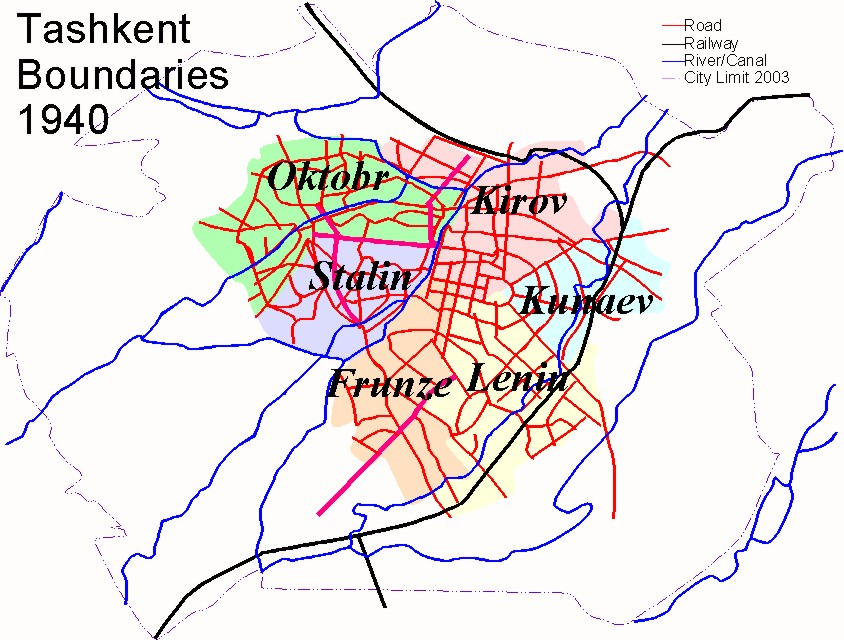
1940
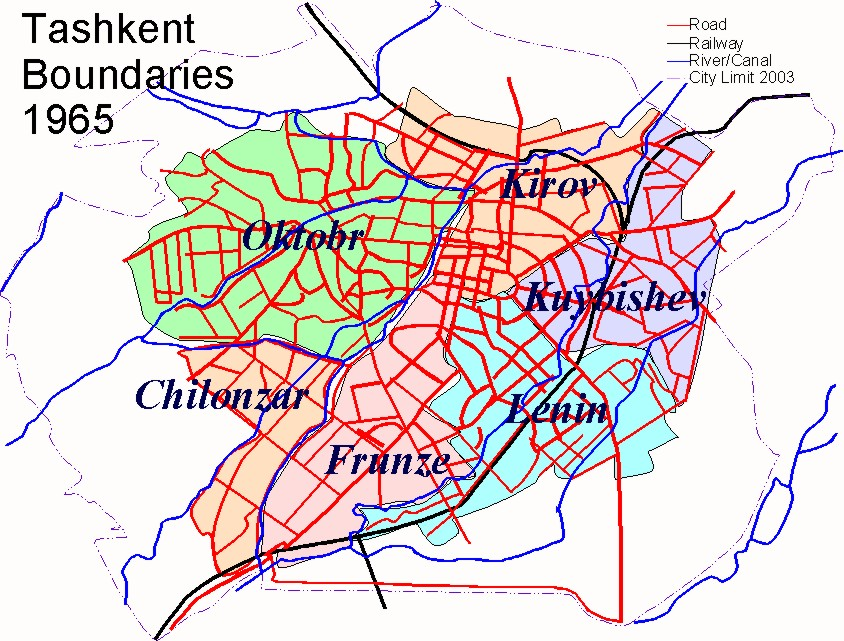
1965
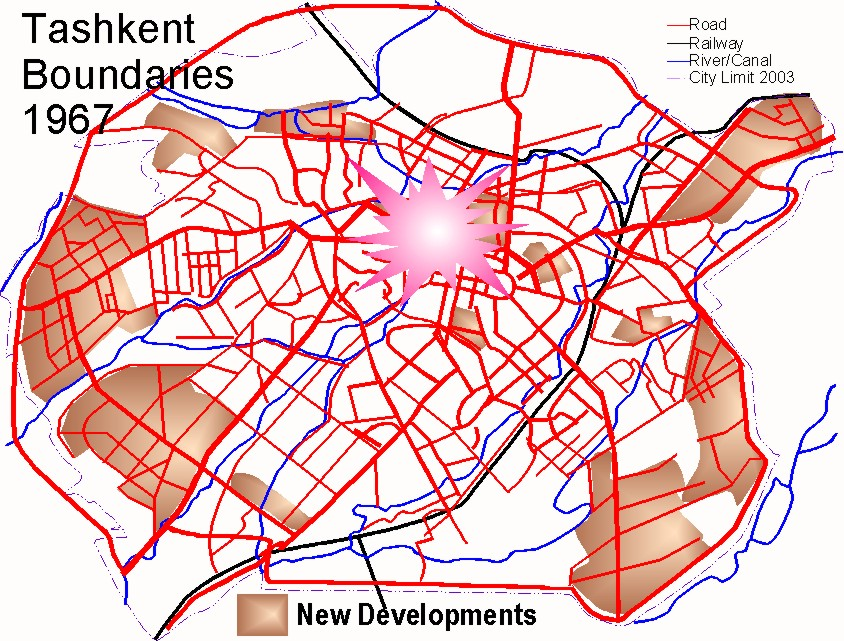
1966 (sismo)
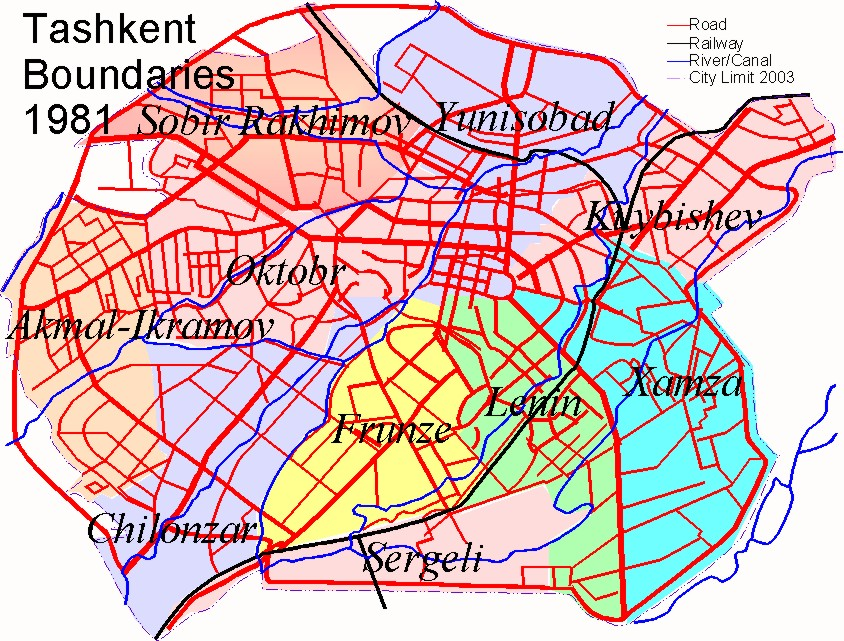
1981
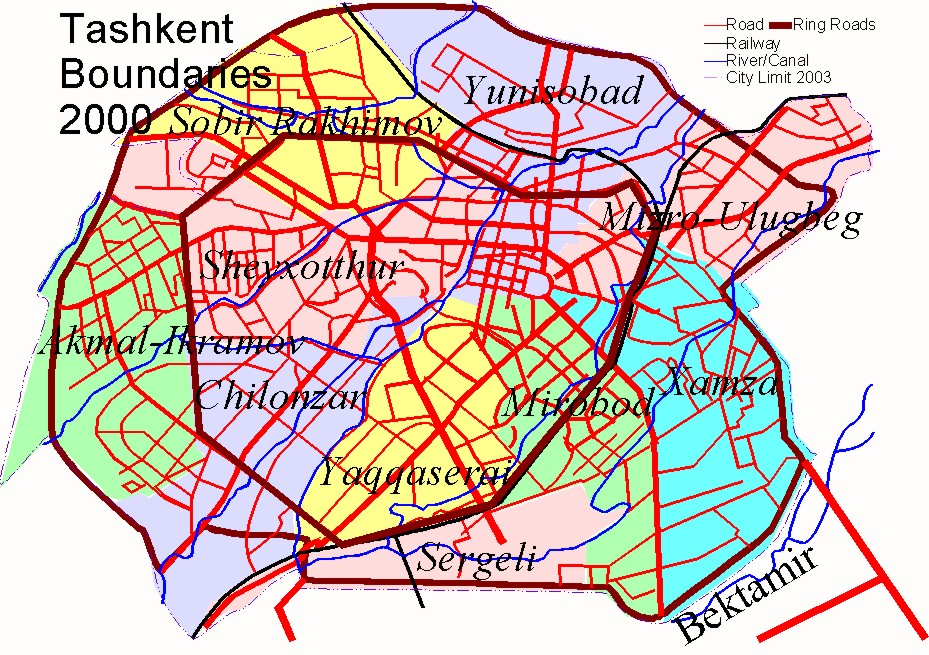
2000

### Cidades gémeas
Tasquente é geminada com as seguintes cidades:
 Ancara (Turquia) 
 Asgabade (Turquemenistão) 
 Berlim (Alemanha) 
 Carachi (Paquistão) 
 Kortrijk (Bélgica) 
 Nagoia (Japão) 
 Seattle (Estados Unidos) 
 Seul (Coreia do Sul) 

## Geografia
Tasquente situa-se numa planície com bastante água, na rota tradicional que liga Samarcanda, a segunda cidade do Usbequistão, situada 300 km a sudoeste, e Shymkent, situada 130 km a norte, no Cazaquistão (distâncias por estrada). A fronteira com este último país encontra-se cerca de 20 km em linha reta a norte do centro e parte da periferia vai mesmo até à fronteira. O rio Chirchique atravessa a parte sul da cidade e vários afluentes desse rio têm a sua confluência na área, que assenta em depósitos aluviais cuja espessura chega aos 15 metros. É uma zona ativa tectonicamente, onde os sismos são frequentes e por vezes de grande intensidade.[carece de fontes?]

### Clima
O clima é do tipo mediterrânico (classificação de Köppen-Geiger: Csa) com algumas caraterísticas de tipo continental húmido (Köppen-Geiger: Dsa). Os invernos são frios e frequentemente com neve, não muito típicos da maior parte dos climas mediterrânico, e verões longos, quentes e secos. A neve ocorre sobretudo nos meses de dezembro, janeiro e fevereiro, o mesmo acontecendo com grande parte da precipitação, que é mais intensa no princípio do inverno e na primavera e praticamente inexistente entre junho e setembro. O padrão de precipitação pouco usual deve-se parcial à altitude pouco menos de 500 metros. Os verões vão de maio até setembro e os meses de julho e agosto são extremamente quentes.
| Dados climatológicos para Tasquente (1981–2010; recordes: 1981-2010)                                                                       | Dados climatológicos para Tasquente (1981–2010; recordes: 1981-2010) | Dados climatológicos para Tasquente (1981–2010; recordes: 1981-2010) | Dados climatológicos para Tasquente (1981–2010; recordes: 1981-2010) | Dados climatológicos para Tasquente (1981–2010; recordes: 1981-2010) | Dados climatológicos para Tasquente (1981–2010; recordes: 1981-2010) | Dados climatológicos para Tasquente (1981–2010; recordes: 1981-2010) | Dados climatológicos para Tasquente (1981–2010; recordes: 1981-2010) | Dados climatológicos para Tasquente (1981–2010; recordes: 1981-2010) | Dados climatológicos para Tasquente (1981–2010; recordes: 1981-2010) | Dados climatológicos para Tasquente (1981–2010; recordes: 1981-2010) | Dados climatológicos para Tasquente (1981–2010; recordes: 1981-2010) | Dados climatológicos para Tasquente (1981–2010; recordes: 1981-2010) | Dados climatológicos para Tasquente (1981–2010; recordes: 1981-2010) |
| Mês | Jan                                                                  | Fev                                                                  | Mar                                                                  | Abr                                                                  | Mai                                                                  | Jun                                                                  | Jul                                                                  | Ago                                                                  | Set                                                                  | Out                                                                  | Nov                                                                  | Dez                                                                  | Ano                                                                  |
| --- | -------------------------------------------------------------------- | -------------------------------------------------------------------- | -------------------------------------------------------------------- | -------------------------------------------------------------------- | -------------------------------------------------------------------- | -------------------------------------------------------------------- | -------------------------------------------------------------------- | -------------------------------------------------------------------- | -------------------------------------------------------------------- | -------------------------------------------------------------------- | -------------------------------------------------------------------- | -------------------------------------------------------------------- | -------------------------------------------------------------------- |
| Temperatura máxima recorde (°C) | 22,2                                                                 | 27,0                                                                 | 32,5                                                                 | 36,4                                                                 | 39,9                                                                 | 43,0                                                                 | 44,6                                                                 | 43,2                                                                 | 42,3                                                                 | 37,5                                                                 | 31,6                                                                 | 27,3                                                                 | 44,6                                                                 |
| Temperatura máxima média (°C) | 6,9                                                                  | 9,4                                                                  | 15,2                                                                 | 22,0                                                                 | 27,5                                                                 | 33,4                                                                 | 35,6                                                                 | 34,7                                                                 | 29,3                                                                 | 21,8                                                                 | 14,9                                                                 | 8,8                                                                  | 21,6                                                                 |
| Temperatura média (°C) | 1,9                                                                  | 3,9                                                                  | 9,3                                                                  | 15,5                                                                 | 20,5                                                                 | 25,8                                                                 | 27,8                                                                 | 26,2                                                                 | 20,6                                                                 | 13,9                                                                 | 8,5                                                                  | 3,5                                                                  | 14,8                                                                 |
| Temperatura mínima média (°C) | −1,5                                                                 | 0,0                                                                  | 4,8                                                                  | 9,8                                                                  | 13,7                                                                 | 18,1                                                                 | 19,7                                                                 | 18,1                                                                 | 13,0                                                                 | 7,8                                                                  | 4,1                                                                  | 0,0                                                                  | 9,0                                                                  |
| Temperatura mínima recorde (°C) | −28,0                                                                | −25,6                                                                | −16,9                                                                | −6,3                                                                 | −1,7                                                                 | 3,8                                                                  | 8,2                                                                  | 5,7                                                                  | 0,1                                                                  | −11,2                                                                | −22,1                                                                | −29,5                                                                | −29,5                                                                |
| Precipitação (mm) | 53,3                                                                 | 63,8                                                                 | 70,2                                                                 | 62,3                                                                 | 41,2                                                                 | 14,3                                                                 | 4,5                                                                  | 1,3                                                                  | 6,0                                                                  | 24,7                                                                 | 43,9                                                                 | 58,9                                                                 | 444,4                                                                |
| Dias com precipitação | 14                                                                   | 13                                                                   | 14                                                                   | 12                                                                   | 11                                                                   | 7                                                                    | 4                                                                    | 3                                                                    | 3                                                                    | 7                                                                    | 10                                                                   | 12                                                                   | 110                                                                  |
| Dias com neve | 9                                                                    | 7                                                                    | 2                                                                    | 0                                                                    | 0                                                                    | 0                                                                    | 0                                                                    | 0                                                                    | 0                                                                    | 1                                                                    | 2                                                                    | 6                                                                    | 27                                                                   |
| Humidade relativa (%) | 73                                                                   | 68                                                                   | 61                                                                   | 60                                                                   | 53                                                                   | 40                                                                   | 39                                                                   | 42                                                                   | 45                                                                   | 57                                                                   | 66                                                                   | 73                                                                   | 56                                                                   |
| Insolação (h) | 117,3                                                                | 125,3                                                                | 165,1                                                                | 216,8                                                                | 303,4                                                                | 361,8                                                                | 383,7                                                                | 365,8                                                                | 300,9                                                                | 224,8                                                                | 149,5                                                                | 105,9                                                                | 2 820,3                                                              |
| Fontes: Centro do Serviço Hidrometeorológico da República do Uzbequistão (Uzhydromet); Portal "Tempo e Clima" (www.pogodaiklimat.ru); NOAA |                                                                      |                                                                      |                                                                      |                                                                      |                                                                      |                                                                      |                                                                      |                                                                      |                                                                      |                                                                      |                                                                      |                                                                      |                                                                      |

### Demografia
Em 2020 o município tinha 2 571 668 habitantes (densidade: 7 699,6 hab./km²). Em 2008, 63% da população era constituída por usbeques; a segunda maior comunidade étnica era a russa, que constituía 20% da população; seguiam-se os tártaros (4,5%), os {{ilc|koryo-saram||Korjo-saram|Korjo-Saram|Koryo-Saram (coreanos; 2,2%), tajiques (2,1%) e os uigures (1,2%); os 7% restantes pertenciam a outras etnias ou nacionalidades.[carece de fontes?]
Em 1983, residiam na área municipal de 256 km² cerca de 1,9 milhões de pessoas. Em 1991, quando ocorreu a extinção da União Soviética, o número de residentes permanentes tinha crescido para mais de 2,13 milhões.[carece de fontes?]
As línguas mais faladas são o russo e o usbeque. Como na maior parte do Usbequistão, é frequente que os sinais urbanos e outros estejam escritos tanto com o alfabeto latino como com o alfabeto cirílico.

### Subdivisões administrativas
A cidade está dividida em 11 distritos (em usbeque: tuman) que são enumerados abaixo.
| Distrito      | População (2020) | Área (km²) | Densidade (hab./km²) |
| ------------- | ---------------- | ---------- | -------------------- |
| Bektemir      | 32 375           | 20,5       | 1 579,27             |
| Chilonzor     | 236 036          | 29,94      | 7 883,63             |
| Mirobod       | 132 388          | 17,1       | 7 741,99             |
| Mirzo Ulugbek | 264 673          | 35,15      | 7 529,82             |
| Olmazor       | 300 400          | 34,5       | 8 707,25             |
| Sergeli       | 171 069          | 56         | 3 054,8              |
| Shayhontoxur  | 324 983          | 29,7       | 10 942,19            |
| Uchtepa       | 257 849          | 24         | 10 743,71            |
| Yakkasaray    | 115 760          | 14,6       | 7 928,77             |
| Yashnobod     | 222 364          | 33,7       | 6 598,34             |
| Yunusabad     | 319 902          | 40,6       | 7 879,36             |

Durante o período imperial russo havia quatro distritos (em usbeque: daha): Beshyoghoch, Kukcha, Shaykhontokhur e Sebzor. Em 1940, durante a era soviética, havia seis distritos (em russo: район), todos com nomes ligados ao regime comunista: Oktyabr (Revolução de Outubro), Kirov, Stalin, Frunze, Lenin e Kuybishev.[carece de fontes?]

## Educação
A maior parte das instituições científicas e de ensino superior mais importantes do Usbequistão estão sediadas em Tasquente, nomeadamente as seguintes:[carece de fontes?]
- Academia de Ciências do Usbequistão

- Universidade Técnica Estatal de Tasquente
- Instituto Islâmico al-Bukhari
- Universidade Internacional de Westminster em Tasquente
- Instituto de Indústria Têxtil e Ligeira de Tasquente

- Universidade Nacional do Usbequistão
- Universidade de Economia Mundial e Diplomacia

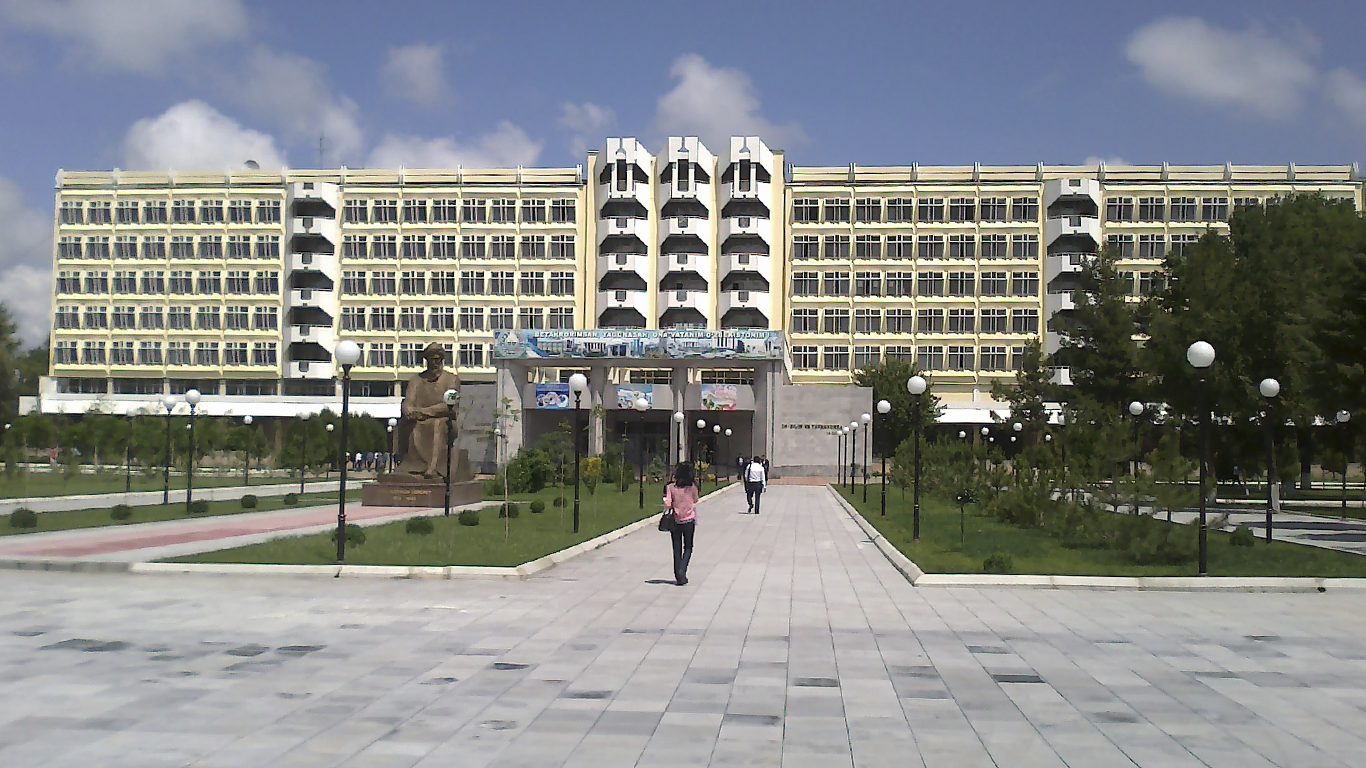
Universidade Islâmica de Tasquente
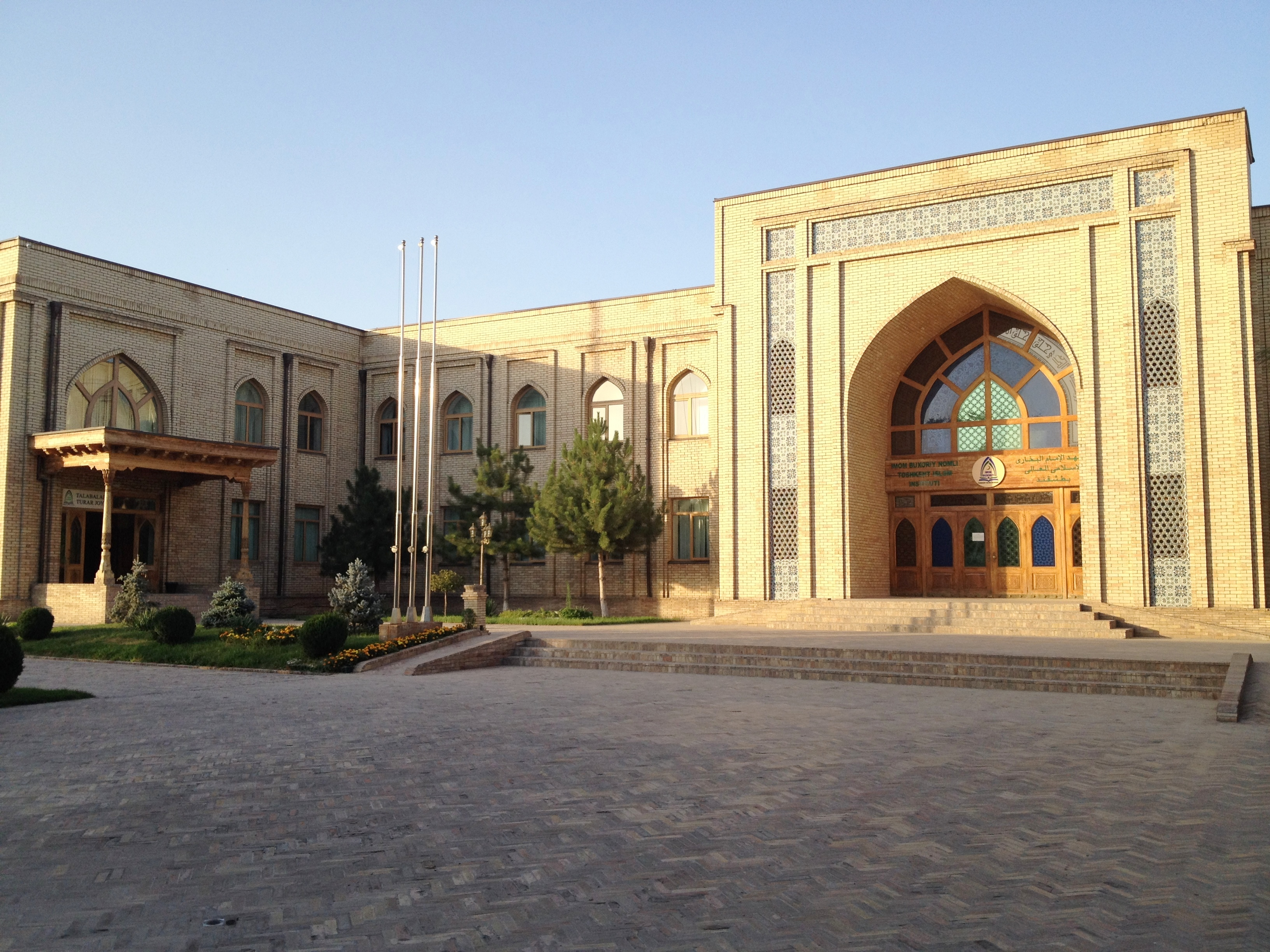
Instituto Islâmico al-Bukhari
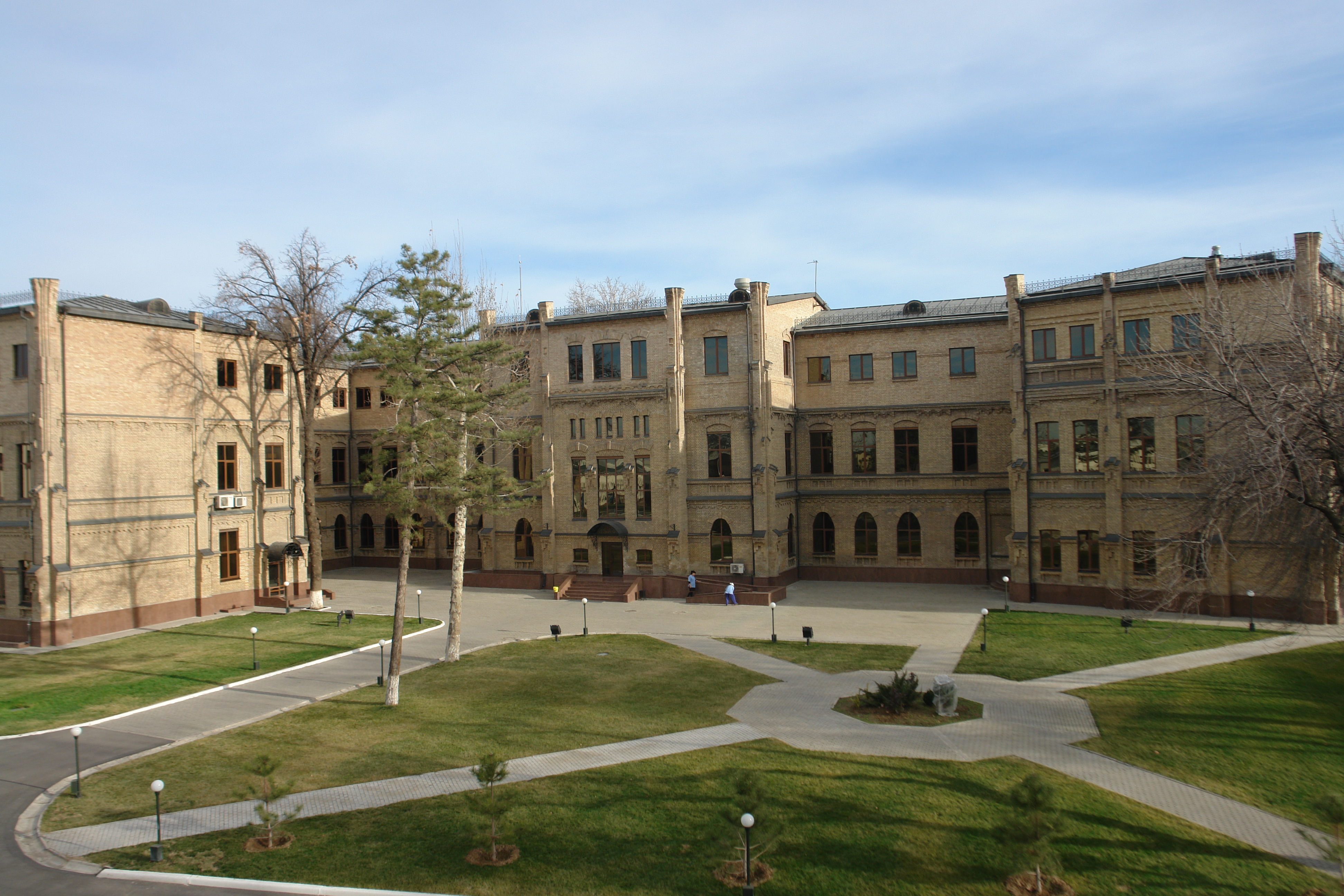
Universidade Técnica Estatal de Tasquente
- Universidade de Tecnologias da Informação de Tasquente
- Academia Estatal de Medicina de Tasquente
- Universidade Estatal de Economia de Tasquente
- Universidade Estatal do Usbequistão de Línguas do Mundo
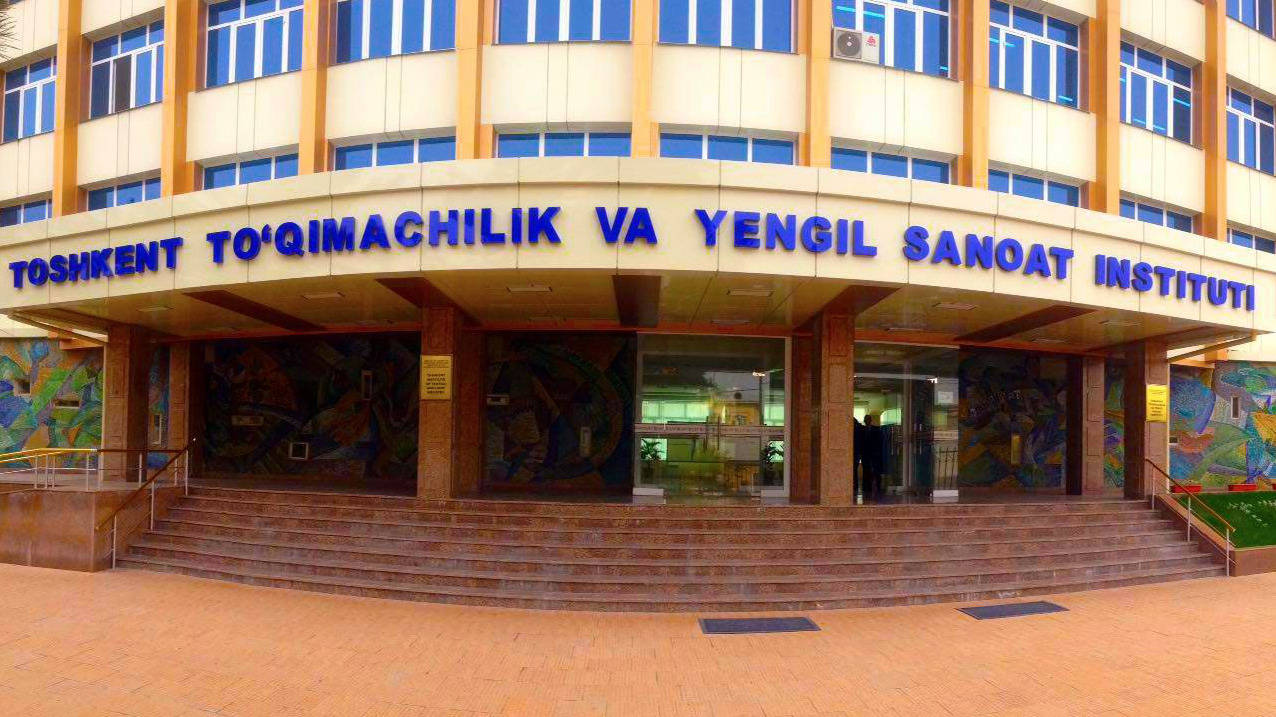
Instituto Automóvel e de Construção Rodoviária de Tasquente
- Instituto Estatal de Direito de Tasquente
- Instituto Nacional de Artes e Design Kamaleddin Bekhzod
- Instituto de Arquitetura e Construção de Tasquente
- Instituto de Engenharia Ferroviária de Tasquente
- Instituto de Estudos Orientais
- Instituto de Finanças de Tasquente
- Instituto de Indústria Têxtil e Ligeira de Tasquente
- Instituto de Irrigação e de Engenharia de Mecanização Agrícola de Tasquente
- Instituto de Medicina Pediátrica de Tasquente
- Escola de Negócios Internacional Kelajak Ilmi
- Universidade Estatal Russa de Petróleo e Gás Gubkin em Tasquente
- Universidade Estatal de Moscovo em Tasquente
- Universidade Politécnica de Turim em Tasquente
- Universidade Inha em Tasquente
- Universidade Internacional de Westminster em Tasquente
- Instituto de Gestão do Desenvolvimento de Singapura em Tasquente
- Conservatório de Música

## Transportes
Desde 1977 que Tasquente dispõe duma rede de metropolitano, a mais antiga e, até 2011, a única da Ásia Central. Na cidade há várias estações ferroviárias e há comboios diretos para as principais cidades usbequistanesas e para o estrangeiro, nomeadamente o Cazaquistão e Rússia. A linha Tasquente-Samarcanda-Bucara é de alta velocidade. O Aeroporto Internacional Islam Karimov (IATA: TAS, ICAO: UTTT) é o maior e mais movimentado do país e o terceiro mais movimentado da Ásia Central; em 2017 serviu cerca de três milhões de passageiros.[carece de fontes?]

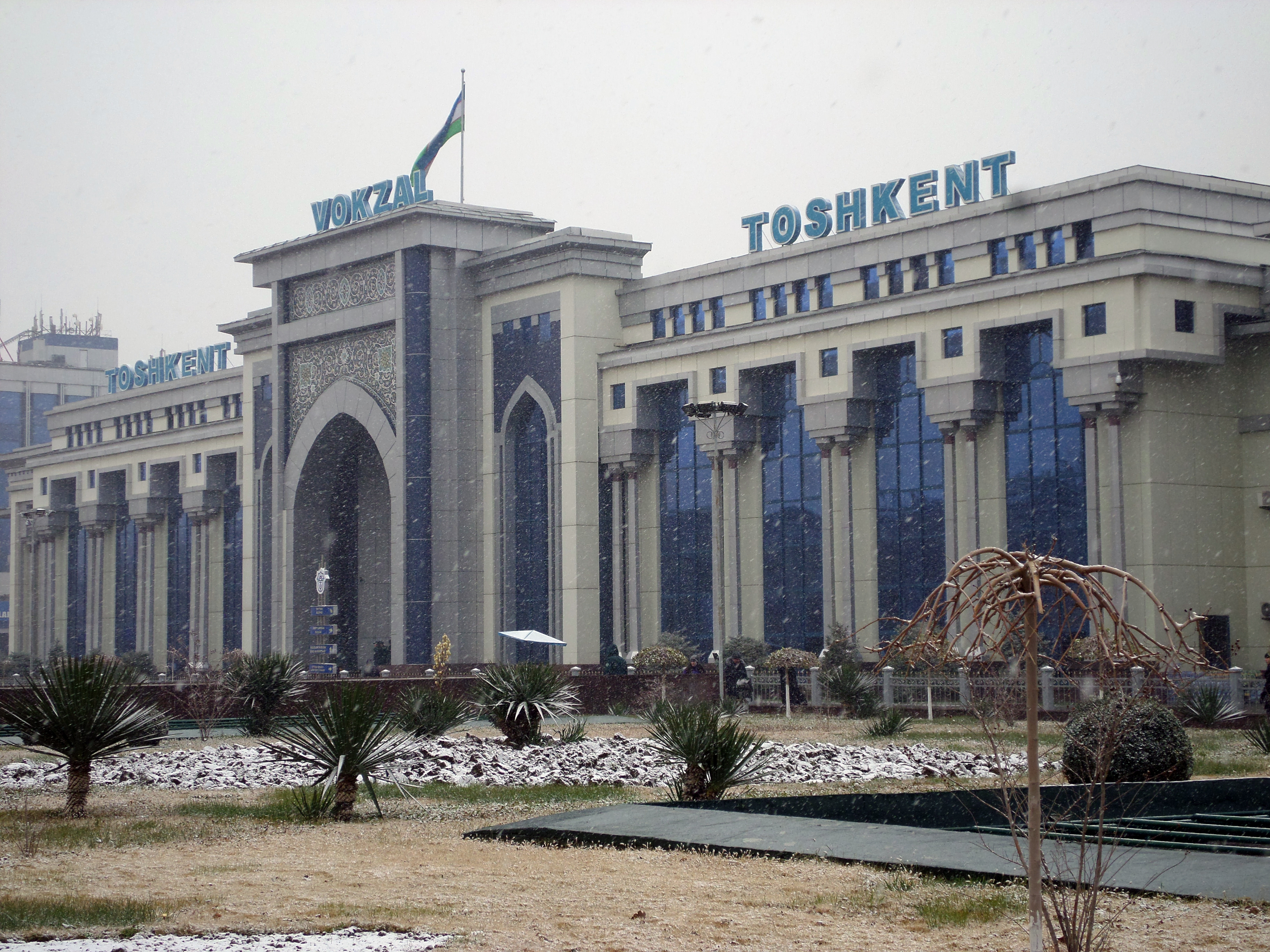
Estação ferroviária principal
Humo Arena

## Desporto
O futebol é o desporto mais popular em Tasquente; os clubes de maior destaque são o Paxtakor FK e o Bunyodkor PFK, que competem na Superliga do Usbequistão. Os futebolistas internacionais Vasilis Chatzipanagis, Maksim Shatskikh e Peter Odemwingie são naturais de Tasquente.[carece de fontes?]
A Humo Toshkent, uma equipa profissional de hóquei no gelo foi criada em 2019 com o objetivo de ingressar na Liga Continental de Hóquei (KHL), uma liga eurasiática de alto nível. A Humo ingressou na Liga Suprema de Hóquei (VHL), de segundo nível na temporada 2019-2020. A sua casa é a Humo Arena; tanto a equipa como a arena devem o nome à ave mítica humo.

## Principais monumentos
Devido à destruição de grande parte da cidade antiga durante a Revolução Russa de 1917 e ao sismo de 1966, pouco resta do património arquitetónico tradicional da cidade. Contudo, Tasquente é rica em museus e monumentos da era soviética.
O Bazar Chorsu é uma das principais atrações turísticas da cidade. É um enorme bazar ao ar livre situado no centro histórico, onde se encontram à venda tudo o que se possa imaginar. Perto dele encontra-se a Madraça Kukeldash, construída durante o reinado do cã de Bucara Abedalá II (r. 1557–1598).[carece de fontes?]

O complexo Hazrati Imam é um conjunto de monumentos religiosos construídos entre os séculos XVI e XXI, situados numa grande praça ajardinada, que cresceu em volta do mausoléu do imã que lhe deu o nome, o primeiro de Tasquente, que viveu no século X, cujo nome completo Abu-Bakr Muhammad Kaffal Shashi e é também conhecido como Qaffol Shoshi, Kaffal Shoshi e Shoshi al-Kabir. Além deste mausoléu, do século XVI (quando Tasquente pertencia ao canato xaibânida), o complexo inclui, entre outros monumentos, a Madraça Barak Khan, a Mesquita Hazrati Imam (construída em 2007) e a Mesquita Telyashayakh (mesquita do Imã Khast), esta última reconstruída no início do século XX. Na biblioteca desta última, atualmente o Museu Moyie Mubarek,[carece de fontes?] está guardado o “Alcorão de Tasquente” (também conhecido como “Códice de Samarcanda”, “Alcorão cúfico de Samarcanda” e “Alcorão de Otomão”). Trata-se duma obra do século VII século VIII escrita em cúfico, que se diz ter pertencido ao terceiro califa, Otomão. Diz-se que uma mancha do manuscrito é sangue do califa, derramado quando foi assassinado enquanto lia. Foi levado para Samarcanda por Tamerlão (Timur), onde esteve mais de quatro séculos. Após a conquista russa, foi levado para São Petersburgo como troféu de guerra. Depois de conquistar o poder, para agradar aos muçulmanos, Lenine enviou-o para Ufá, mas em 1924 enviou-o para Tasquente, cedendo aos insistentes apelos dos muçulmanos locais.
O chamado Mausoléu de Iunus Cã é de facto um conjunto de três mausoléus restaurados no século XIX. O maior deles é o de Iunus, cã do Mogolistão (r. 1462–1487) e avô materno de Babur, o fundador do Império Mogol.[carece de fontes?]
O Palácio do Príncipe Romanov foi construído no século XIX no centro da cidade pelo grão-duque russo Nicolau Constantinovich, primo direito do czar Alexandre III, que foi banido para Tasquente devido a negócios duvidosos relacionados com as jois da coroa russa. Em tempos um museu, atualmente está na posse do Ministério dos Negócios Estrangeiros. O Teatro Navoi de Ópera e Bailado foi projetado por Alexei Shchusev, o mesmo arquiteto que desenhou o Mausoléu de Lenine, e construído entre 1940 e 1947 usando prisioneiros de guerra japoneses, para comemorar o 500.º aniversário do nascimento de Alicher Navoi, um linguista e artista multifacetado considerado o maior expoente da literatura em chagatai e do Império Timúrida, que foi adotado como figura literária do Usbequistão. O Museu Literário Navoi é-lhe dedicado e tem expostas réplicas de manuscritos, caligrafia islâmica e retratos pintados em miniatura.[carece de fontes?]
O Museu de Belas Artes do Usbequistão tem uma extensa coleção de arte do período pré-russo, incluindo murais sogdianos, estátuas budistas e obras religiosas zoroastristas, além de obras mais modernas dos séculos XIX e XX de arte aplicada, como suzanis bordados. Há ainda uma grande coleção de pinturas trazidas "emprestadas" do Hermitage pelo grão-duque Nicolau Constantinovich para decorar o seu palácio no exílio que nunca foram devolvidas. Atrás do museu há um pequeno parque onde estão sepulturas negligenciadas de bolcheviques que morreram na Revolução Russa de 1917[carece de fontes?] e devido à traição de K. P. Osipov em 1919 juntamente com a do primeiro presidente do Usbequistão Yuldosh Akhunbabayev.[carece de fontes?]
O Museu Estatal de História do Usbequistão é o maior museu da cidade e ocupa o edifício que anteriormente foi o Museu Lenine. O Museu de Artes Aplicadas tem uma coleção de arte aplicada dos séculos XIX e XX mas o seu principal atrativo é o edifício onde está alojado, uma casa tradicional construída por uma diplomata czarista abastado. O Museu Amir Timur tem expostas peças relacionadas com Timur (Tamerlão, o fundador do Império Timúrida; 1336—1405) e do primeiro presidente do Usbequistão após a independência, Islam Karimov. Nos jardins exteriores, um dos mais belos da cidade, há uma estátua equestre de Tamerlão e várias fontes.[carece de fontes?] O Metro de Tasquente é conhecido pela beleza original das suas estações edifícios; até 2018 era proibido tirar fotografias nele.